# Geier Sturzflug

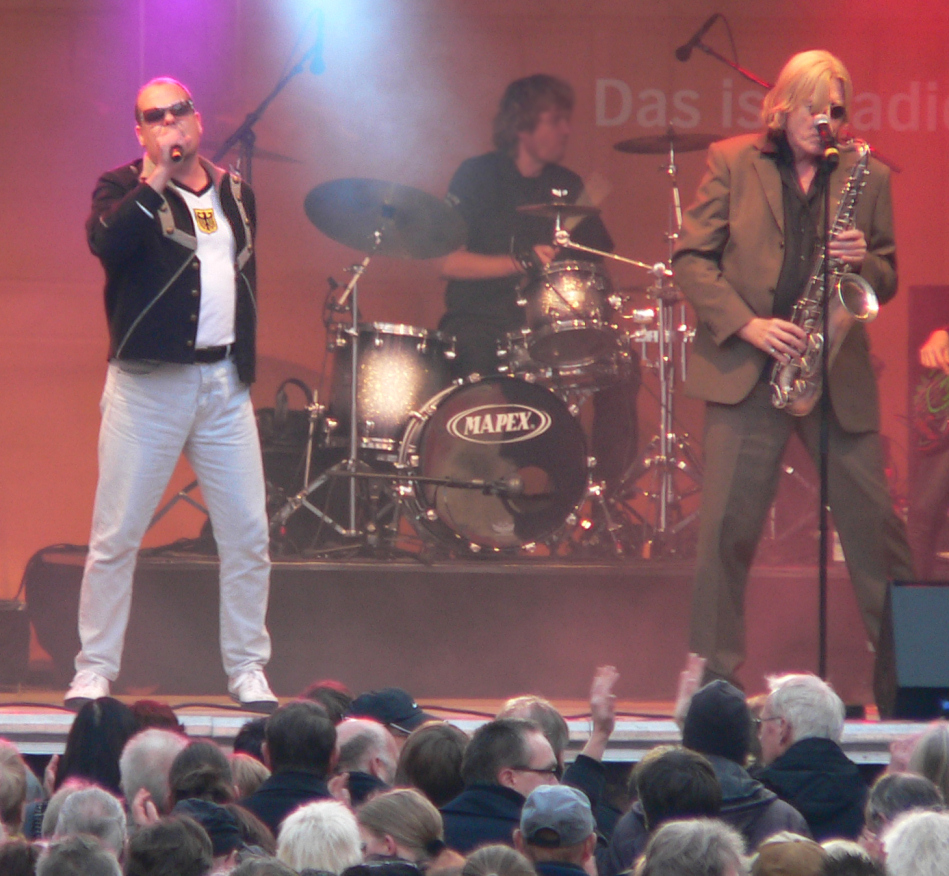
Geier Sturzflug

Geier Sturzflug is een oorspronkelijk uit Bochum afkomstige Neue Deutsche Welle-band. De groep werd in 1979 opgericht door Friedel Geratsch, die ook de zanger is. Verder bestond de groep toen uit Klaus Fiehe (saxofoon), Deff Ballin (keyboard), Werner Borowski (bas), Uwe Kellerhoff (drums) en Michael Volkman (gitaar en zang). Alhoewel de naam van de band geen parodie is op de groep Elster Silberflug, wordt dat vaak wel gedacht.
Het bekendst werd de groep in 1983 met de plaat Bruttosozialprodukt. Deze plaat werd oorspronkelijk in 1977 door Friedel Geratsch en Reinhard Baierle als het duo Dicke Lippe uitgebracht. De plaat werd in 1983 een grote hit, niet alleen in Duitsland, maar ook in Oostenrijk en Zwitserland.  In Nederland werd het een radiohit in de destijds drie landelijke hitlijsten op de nationale publieke popzender Hilversum 3 (de Nederlandse Top 40, Nationale Hitparade en de TROS Top 50). 
In Frankrijk werd de plaat  gecoverd door de Franse groep Nanard onder de titel PNB (produit national brut).
Andere bekende platen waren Besuchen Sie Europa (1983), Pure Lust am Leben (1984) en Einsamkeit (1984). In 1986 trad de band voor het laatst op.
In 1996 maakte de band echter een nieuwe start, waarbij Friedel Geratsch samen met Carlo von Steinfurt, eveneens onder de naam Geier Sturzflug, een tournee met oude en nieuwe nummers in de Duits sprekende landen maakte.
Een cover van het nummer Pure Lust am Leben werd uitgebracht onder de titel Die Lust am Überleben gezongen door de deelnemers van het tv-programma Ich bin ein Star: Holt mich hier raus, welk nummer in 2004 op de 17e plaats in de Duitse hitparade stond.